# Sociedad Deportiva Eibar
La Sociedad Deportiva Eibar, chiamata comunemente Eibar (in basco Eibar Kirol Elkartea), è una società calcistica spagnola di Eibar, città situata nella comunità autonoma dei Paesi Baschi. Milita nella Segunda División, la seconda divisione del campionato spagnolo di calcio.
Fondata nel 1940, è stata promossa in massima serie per la prima volta al termine della stagione 2013-2014 e ha militato nella Primera División fino al 2020-2021.
È stato il primo club calcistico europeo a ottenere la certificazione di qualità UNE-EN-ISO 9001.

## Storia

### Fondazione ed esordi (1940-1986)

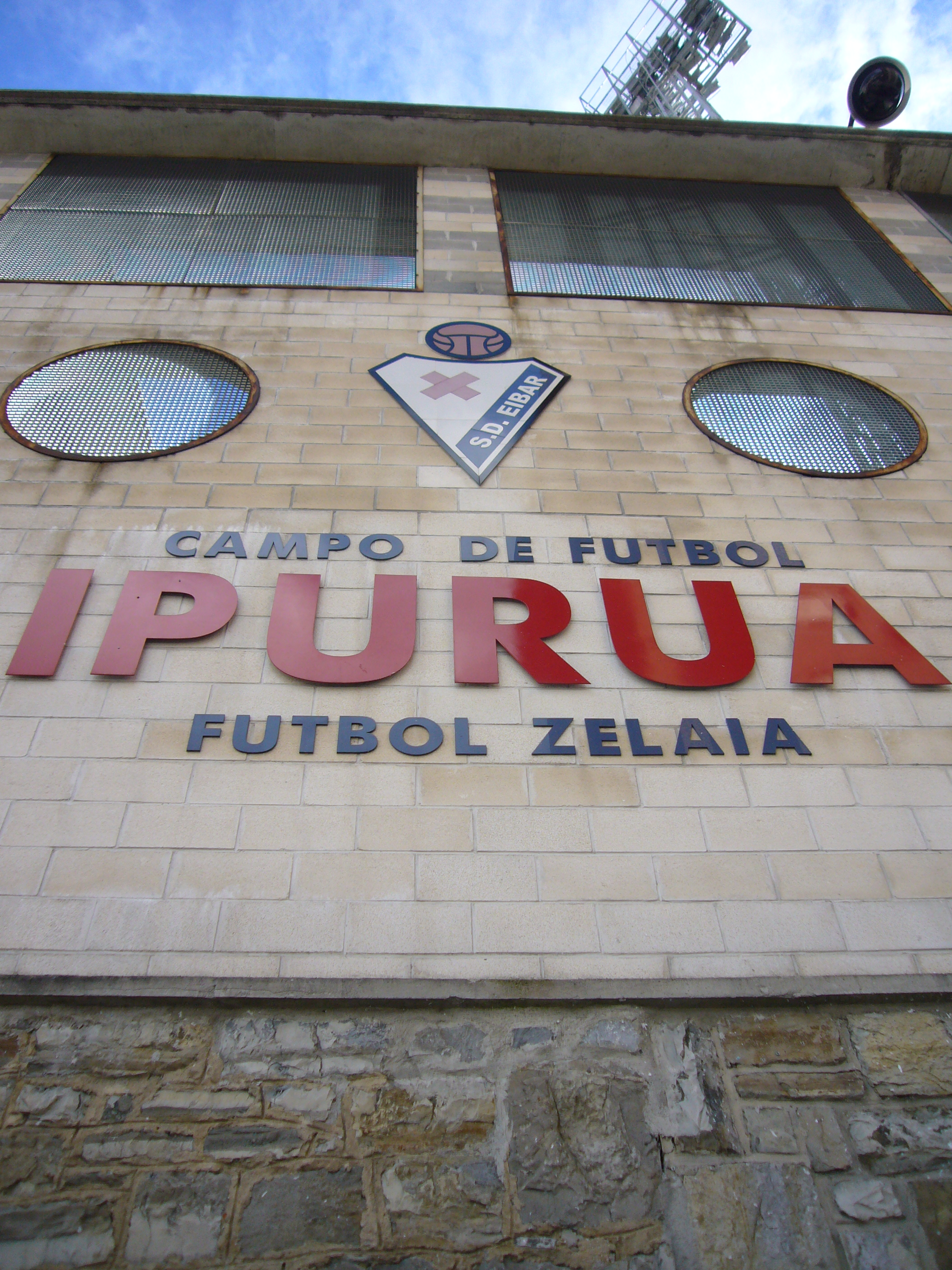
L'esterno dello stadio Ipurua

Il club fu fondato il 30 novembre 1940 dalla fusione tra il Deportivo Gallo e l'Unión Deportiva Eibarresa, prendendo il nome di Eibar Fútbol Club. L'anno successivo il nome venne cambiato in Sociedad Deportiva Eibar, a seguito del decreto franchista che impose a tutte le società contenenti parole di derivazione straniera nel nome ad eliminarle.
Nei primi anni l'attività sportiva fu irregolare e saltuaria, dal momento che la squadra partecipò solo ad alcuni campionati regionali. A partire dalla stagione 1943-1944 il club si riorganizzò dotandosi di una struttura sportiva a tutti gli effetti ed adottando per la prima volta la colorazione rosso-blu, divenuta poi ufficiale e rimasta immutata nel tempo, grazie ad una donazione di una fornitura completa del Barcellona da cui ereditò appunto i colori, presenti peraltro anche nella bandiera municipale. Nella stagione 1947-48 venne inaugurato il campo sportivo Ipurua, mentre tre anni più tardi arrivò la promozione in Tercera División, in quel tempo terzo livello del calcio spagnolo.
Dopo tre anni, in cui conquistò due primi ed un secondo posto, riuscì a salire ulteriormente di categoria, approdando per la prima volta in Segunda División e riuscendo a rimanendovi per cinque anni. Alla nuova retrocessione in Tercera Division del 1958 seguirono diverse stagioni in cui la squadra sfiorò solamente il ritorno nella seconda serie per un soffio (in sette stagioni consecutive si classificò tre volte al primo posto e quattro al secondo, giungendo a disputare la finale per la promozione nel 1965, persa contro il Cadice).
A partire dalla seconda metà degli anni '60, la squadra non riuscì a proporsi stabilmente per la lotta alla promozione, e nel salvo poi incappare in un periodo infelice che culminò nel 1976 una nuova retrocessione portò il club ad un ulteriore declassamento nelle categorie regionali.
Dopo tre anni di “purgatorio”, nella stagione 1978-79 la squadra fece ritorno in Tercera Division, diventata però nel frattempo il quarto livello del calcio spagnolo. Nei successivi sette anni si classificò per sei volte sul podio del proprio girone, centrando la promozione soltanto al termine del campionato 1985-86, dopo aver sconfitto nei play-off il Coria ed il Badajoz.

### Il ritorno in Segunda División (1987-2005)
Dopo un'annata di assestamento, nel 1987-88 l'Eibar, guidato dall'allenatore Alfonso Barasoain, riuscì a vincere il campionato, tornando in Segunda División dopo trent'anni esatti dall'ultima apparizione. Nel 1990 lo stadio del club ospitò una partita amichevole fra Eibar ed Ajax, per celebrare i 50 anni d nascita del club basco.
A differenza di quanto accaduto in precedenza, il club riuscì a strutturarsi in modo tale da mantenere la categoria e diventarne una realtà consolidata, mantenuta per ben 18 stagioni consecutive fra il 1988 ed il 2006. In questo lungo periodo numerosi furono gli alti e bassi di rendimento, tra i quali si segnalano la salvezza ottenuta in extremis nel 1998-99, quando la squadra rosso-blu riuscì a conquistare 25 punti su 27 nelle ultime giornate, ma anche il quarto posto della stagione 2004-05, miglior risultato fino ad allora della storia del club, che guidato in panchina da José Luis Mendilibar riuscì a qualificarsi a soli tre punti dalla promozione diretta in Primera División. In questo periodo si segnalano anche alcune partite entrate di diritto nella storia della società basca, come la vittoria per 2-1 (gol di Leniz e Arenaza) contro l'Atletico Madrid ottenuta il 22 aprile 2001, il pareggio per 1-1 nella Coppa del Re 2003-2004 contro il Real Madrid (seguito da una sconfitta per 2-0 nella gara di ritorno al Santiago Bernabéu)

### Discesa inSegunda Be prima promozione in Liga (2006-2014)

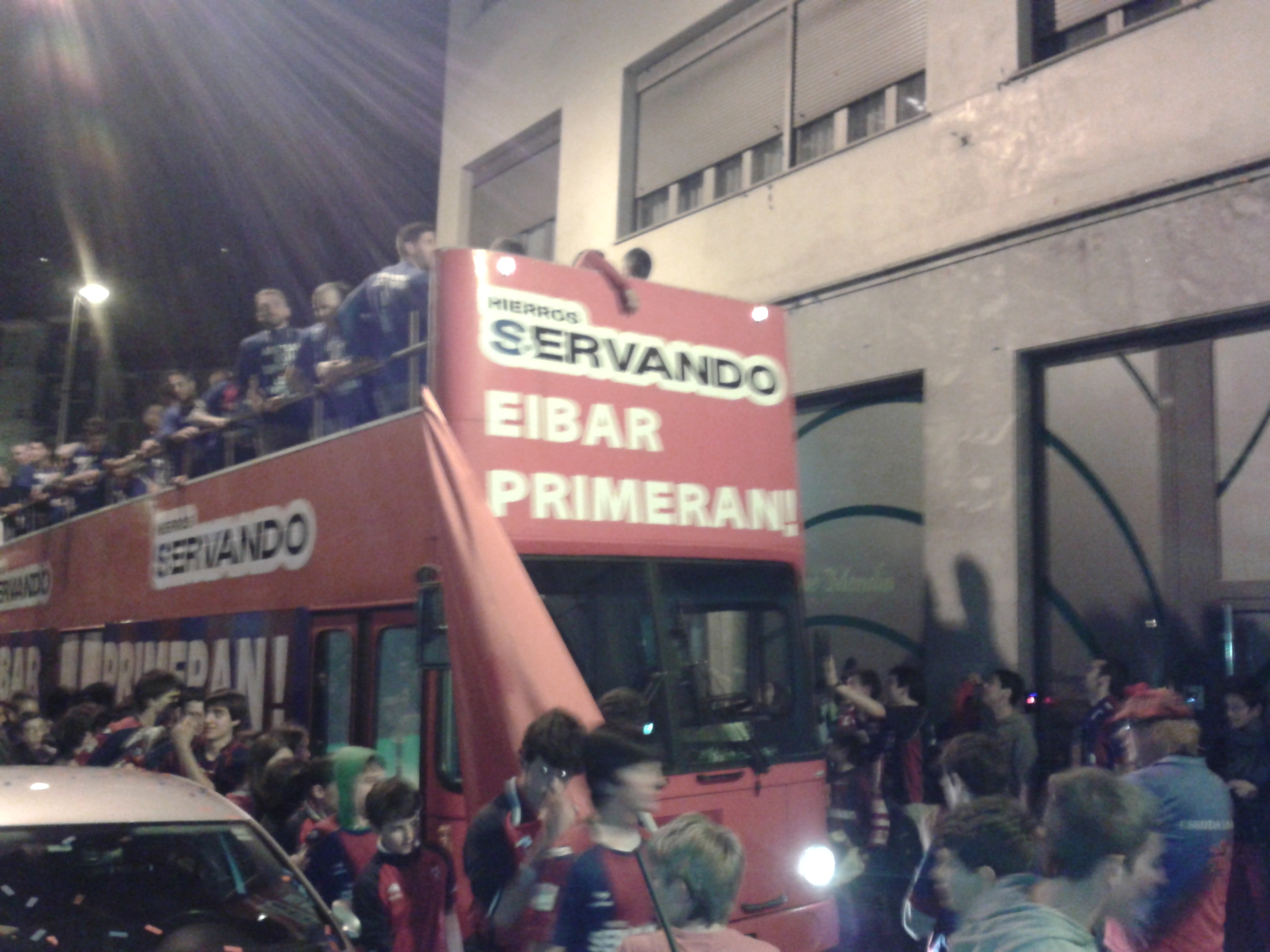
Festa della promozione nella Liga, nel giugno 2014

La lunga militanza in Segunda Division fu interrotta da una inaspettata retrocessione maturata nel campionato 2005-06, concluso in ultima posizione. Il purgatorio durò un solo anno, dato che il campionato successivo venne coronato dalla vittoria del proprio girone che permise un pronto ritorno nel secondo livello del calcio spagnolo, grazie alla vittoria nei play-off contro L'Hospitalet ed il Rayo Vallecano.
Questa volta la permanenza durò molto meno della precedente, dato che al termine della seconda stagione (2008-09) arrivò una nuova retrocessione. 
Seguirono quattro campionati in Segunda Division B in cui la squadra ottenne un primo, due secondi ed un terzo posto, riuscendo a salire di categoria solo al termine del campionato 2012-13, dopo aver battuto nuovamente L'Hospitalet nei play-off. In quell'annata L'Eibar si segnalò anche per aver eliminato i “cugini” dell'Athletic Bilbao nei sedicesimi di finale della Coppa del Re (doppio pareggio per 0-0 in casa ed 1-1 in trasferta).
Il successivo campionato in Liga Adelante la squadra, costruita per conquistare la salvezza con un fatturato minimo (stimato in circa 400.000 euro), sovvertì ogni pronostico vincendo il campionato ed ottenendo per la prima volta nella sua storia la promozione nella Liga, massimo livello calcistico spagnolo, il 25 maggio 2014 dopo la vittoria nel derby basco contro il Deportivo Alavés (1-0 con gol di Jota).

### InPrimera División(2014-2021)
La bella favola della piccola realtà basca rischiò di infrangersi subito contro una normativa che obbligava ogni club di seconda divisione ad avere un capitale pari al 25% delle spese medie di tutte le altre squadre della categoria (tolte le due più piccole e le due più grosse), pena la retrocessione. Questa norma, confrontata con i 420.000 euro del capitale sociale, obbligò la società ad aumentare di circa 2 milioni il proprio budget entro l'inizio della stagione 2014-2015, nonostante il club non avesse debiti o pendenze a suo carico. Seguì una lunga campagna per la vendita di azioni del club, terminata positivamente il 15 luglio 2014, una settimana prima del termine prefissato, che permise alla squadra basca di presentarsi regolarmente al via del campionato di Prima Divisione.

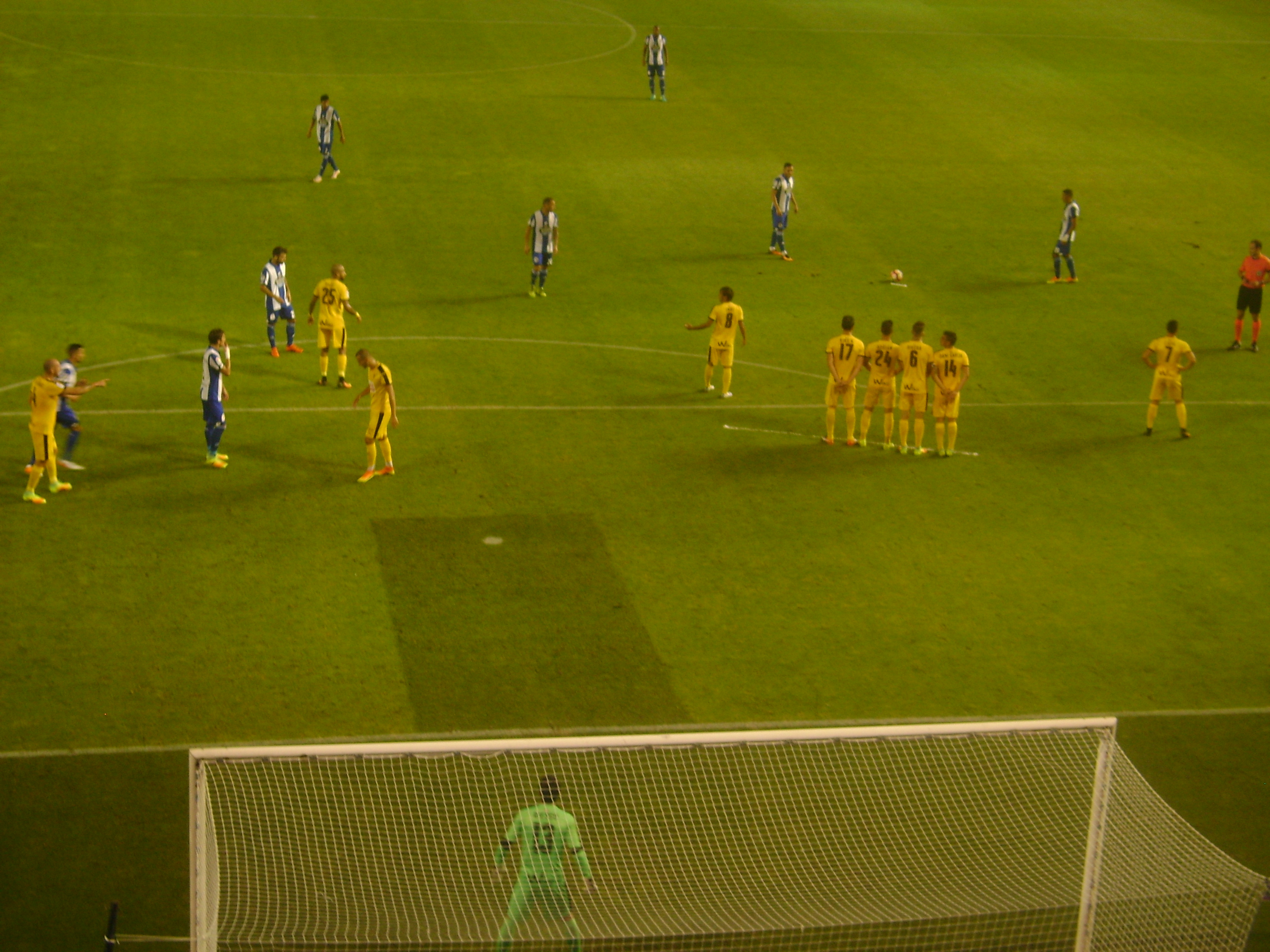
Deportivo de La Coruña vs. SD Eibar.

Il 24 agosto 2014 esordì nella Liga con una vittoria per 1-0 nel derby basco con la Real Sociedad. Dopo due sconfitte (contro Atlético Madrid e Deportivo La Coruña), alla quarta giornata ottenne la sua prima vittoria esterna nella Liga, battendo per 2-0 l'Elche. Dopo aver disputato un ottimo girone d'andata, al termine del quale si posizionò in una tranquilla zona di metà classifica, nella seconda parte della stagione subì un clamoroso calo, tanto da totalizzare solo otto punti in tutto il girone di ritorno. Dopo un convulso finale, i baschi si trovarono appaiati a pari punti al terz'ultimo posto con Granada e Deportivo La Coruña, ma retrocedettero per via di una classifica avulsa peggiore rispetto agli altri due club, chiudendo al diciottesimo posto. La retrocessione portò all'esonero dell'allenatore Gaizka Garitano.
Il 5 giugno 2015 l'Eibar fu, tuttavia, ripescato nella massima serie al posto dell'Elche, declassato per via dei numerosi debiti contratti con il fisco spagnolo. Il 18 luglio la squadra celebrò il proprio 75º anniversario con un'amichevole contro il Celtic, introdotta da solenni celebrazioni alla presenza dell'esercito basco.
Nel 2015-16 l'Eibar, allenato nuovamente da Mendilibar, alla sua seconda esperienza sulla panchina rosso-blu, ottenne una brillante salvezza grazie al 14º posto nella Liga, con un margine di 5 punti sulla terzultima. Il 23 maggio 2016 fu eletta la prima donna presidente in 76 anni di storia, Amaia Gorostiza. Il 12 gennaio 2017, pareggiando senza gol dopo aver battuto l'Osasuna per 3-0 all'andata, si qualificò per la prima volta nella sua storia ai quarti di finale di Coppa del Re, prima di essere eliminato dall'Atlético Madrid (3-0, 2-2); la stagione 2016-2017 si chiuse con il decimo posto, mentre ancora più positiva sarà la stagione 2017-18, che vide l'Eibar chiudere al nono posto (piazzamento più alto di sempre per il club), risultando il club basco meglio piazzato in classifica. Altrettanto positiva sarà la stagione seguente, caratterizzata da un risultato storico, la vittoria per 3-0 ottenuta sul proprio campo contro i campioni d'Europa del Real Madrid. Stessa sorte l'annata 2019-2020 conclusa con il quattordicesimo posto. L'impresa non riesce tuttavia nella stagione successiva, che vede la retrocessione del club dopo sette anni consecutivi di permanenza nella massima serie.

## Colori e simboli

### Colori sociali
Al momento della sua fondazione, l'Eibar indossava una maglia a strisce verticali bianco-rosse, con pantaloncini neri, ispirata alla divisa sociale dell'Athletic Bilbao. Nel 1943 la federazione locale decise di regalare al club, per supportarlo, un lotto di divise azulgrana, donate dal Barcellona. Da quel momento, il team ha adottato i colori delle nuove magliette come distintivi per il squadra, senza cambiarli, se non modificando leggermente le tonalità, fino ad oggi.

### Stemma
Lo stemma della squadra presenta un design piuttosto semplice: in uno scudo a forma di triangolo rovesciato figura una piccola croce di sant'Andrea di colore rosso in campo bianco; il simbolo è ripreso direttamente dallo stemma cittadino, e rimanda al santo patrono della località. Il bordo destro dello stemma è di colore azzurro, e riporta la denominazione ufficiale della società. A sormontare l'emblema, un pallone da calcio in cuoio, a richiamare il periodo di fondazione della squadra. Il design dello stemma è rimasto sostanzialmente lo stesso nel corso degli anni, con alcune piccole modifiche, quali il cambio colore dello sfondo (divenuto blu negli anni '80), ripristinato nella versione originale nel 1994. 

## Stadio
Dal 1947 la squadra disputa le proprie partite casalinghe nel piccolo stadio Municipal de Ipurua. Sottoposto diverse volte a lavori di ammodernamento, ha una capacità di 7.083 spettatori ed è attualmente lo stadio più piccolo fra quelli delle squadre della Liga.

## Società

### Settore giovanile
A differenza di molte altre società calcistiche spagnole, l'Eibar non possiede al momento una sezione giovanile della propria società che militi nei campionati inferiori della piramide calcistica spagnola. L'Eibar B infatti fu fondato nel 1994 e dopo alcune partecipazioni alla Tercera División e alla Segunda División B fu sciolto nel 2012.
Dal 2016 l'Eibar ha raggiunto un accordo con il piccolo club del Deportivo Vitoria affinché questo diventi la sua squadra giovanile; tale accordo è stato prolungato fino al termine della stagione 2019-2020.

## Palmarès

### Competizioni nazionali
- Segunda División: 1

2013-2014
- Segunda División B: 3

1987-1988, 2006-2007, 2010-2011
- Tercera División: 7

1950-1951, 1952-1953, 1961-1962, 1962-1963, 1966-1967, 1981-1982, 1985-1986

### Altri piazzamenti
- Segunda División:

Terzo posto: 2021-2022
- Segunda División B:

Secondo posto: 2009-2010 (gruppo I), 2012-2013 (gruppo II)
Terzo posto: 2011-2012 (gruppo II)
- Tercera División:

Secondo posto: 1951-1952, 1958-1959, 1963-1964, 1964-1965, 1965-1966, 1967-1968, 1969-1970, 1973-1974, 1982-1983, 1983-1984, 1984-1985
Terzo posto: 1960-1961, 1980-1981

## Statistiche e record

### Storia nella Liga
| Livello | Categoria                                       | Partecipazioni | Debutto   | Ultima stagione | Totale |
| ------- | ----------------------------------------------- | -------------- | --------- | --------------- | ------ |
| 1º      | Primera División                                | 7              | 2014-2015 | 2020-2021       | 7      |
| 2º      | Segunda División                                | 26             | 1953-1954 | 2013-2014       | 26     |
| 3º      | Segunda División B / Tercera División           | 28             | 1950-1951 | 2012-2013       | 28     |
| 4º      | Tercera División / Primera División Regional    | 14             | 1940-1941 | 1985-1986       | 14     |
| 5º      | Segunda División Regional / Regional Preferente | 6              | 1942-1943 | 1978-1979       | 6      |

## Tifoseria

### Gemellaggi e rivalità
La rivalità maggiormente sentita fra la tifoseria dell'Eibar è quella nei confronti dell'Alavés, causata sia da motivi di vicinanza geografica sia dal fatto che le due compagini basche hanno avuto modo di affrontarsi diverse volte (al contrario gli scontri con Athletic Bilbao e Real Sociedad, le altre due squadre principali della regione basca, non sono stati altrettanto frequenti, a causa della militanza dell'Eibar nelle serie minori spagnole per gran parte della sua storia).

## Rosa 2024-2025
Aggiornata al 27 novembre 2024.
| N. |                    | Ruolo | Calciatore         |
| -- | ------------------ | ----- | ------------------ |
| 1  | Spagna (bandiera)  | P     | Álex Domínguez     |
| 2  | Spagna (bandiera)  | D     | Sergio Cubero      |
| 3  | Spagna (bandiera)  | D     | Cristian Gutiérrez |
| 4  | Spagna (bandiera)  | D     | Álvaro Carrillo    |
| 5  | Spagna (bandiera)  | D     | Chema              |
| 6  | Spagna (bandiera)  | C     | Sergio Álvarez     |
| 7  | Spagna (bandiera)  | C     | Xeber Alkain       |
| 8  | Spagna (bandiera)  | C     | Peru Nolaskoain    |
| 9  | Spagna (bandiera)  | A     | Jon Bautista       |
| 10 | Brasile (bandiera) | A     | Matheus Pereira    |
| 11 | Spagna (bandiera)  | A     | Jorge Pascual      |
| 13 | Spagna (bandiera)  | P     | Jonmi Magunagoitia |

| N. |                     | Ruolo | Calciatore        |
| -- | ------------------- | ----- | ----------------- |
| 14 | Spagna (bandiera)   | D     | Hodei Arrillaga   |
| 15 | Giappone (bandiera) | C     | Kento Hashimoto   |
| 17 | Spagna (bandiera)   | A     | José Corpas       |
| 18 | Spagna (bandiera)   | A     | Martín Merquelanz |
| 19 | Spagna (bandiera)   | C     | Toni Villa        |
| 20 | Spagna (bandiera)   | C     | Antonio Puertas   |
| 21 | Spagna (bandiera)   | D     | Jon Guruzeta      |
| 22 | Spagna (bandiera)   | D     | Aritz Arambarri   |
| 23 | Spagna (bandiera)   | D     | Anaitz Arbilla    |
| 27 | Bulgaria (bandiera) | C     | Slavy             |
| 29 | Spagna (bandiera)   | C     | Ander Madariaga   |
| 31 | Spagna (bandiera)   | C     | Ángel Troncho     |